# TEE Gambrinus
Issu d'un Intercity le 26 septembre 1971, le TEE Gambrinus était un train rapide qui reliait Hamburg Altona à München Hbf, de 1978 à 1983. Exploité par la Deutsche Bundesbahn, le TEE Gambrinus était un Trans-Europ-Express (donc uniquement en première classe) jusqu'à la fin du service d'hiver le 27 mai 1983 puisqu'il cessait définitivement de circuler.
Le nom de ce TEE fait référence de Gambrinus, Dieu romain de la bière.

## Parcours et arrêts
- 28 mai 1978 Hamburg-Altona, Hamburg-D, Hamburg-Hbf, Bremen, Osnabrück, Munster, Dortmund, Essen, Duisburg, Düsseldorf, Köln, Bonn, Koblenz, Mainz, Mannheim, Heidelberg, Stuttgart, Ulm, Augsburg, München (1091,9 km). Ne circule pas les samedis et dimanches[1].
- 27 mai 1979 Itinéraire modifié entre Munster et Essen, via Gelsenkirchen, et arrêt de Dortmund supprimé. Itinéraire modifié entre Mainz et Heidelberg avec arrêt à Darmstadt à la place de Mannheim (1090,9 km)[1].
- 1er juin 1980 Arrêt supplémentaire à Gelsenkirchen entre Munster et Essen[1].
- 28 septembre 1980 Parcours limité entre Bremen et Stuttgart (821 km)[1].
- 31 mai 1981 Parcours limité entre Munster et Stuttgart (648,8 km), avec prolongement les lundis de Hamburg Altona à Munster et vice-versa les vendredis (943 km)[1].
- 23 mai 1982 Parcours modifié  pour : Dortmund, Bochum, Essen, Duisburg, Düsseldorf, Köln, Bonn, Koblenz, Mainz, Darmstadt, Heidelberg et Stuttgart (506,4 km)[1].
- 29 mai 1983 TEE supprimé[1].

## Numérotations[1]
- 28 mai 1978 TEE 15-14
- 27 mai 1979 TEE 19-18

## Matériel et compositions
- 28 mai 1978 Voitures TEE de la DB, comprenant 4 Av, 2 Ap, 1 WR, Hamburg-München, et 2 Av, 1 Ap, Hamburg-Stuttgart. Voitures directes Hamburg-Westerland, en été les vendredis[1].
- 27 mai 1979 Voitures TEE de la DB, comprenant : 5 Av, 1 Ap, 1 WR, 1 ARD entre Hamburg et München[1].
- 31 mai 1981 Voitures TEE de la DB, comprenant : 3 Av, 1 Ap, 1 Ar entre Munster et Stuttgart[1].
- 23 mai 1982 Voitures TEE de la DB, comprenant : 2 Av, 1 Ap, 1 Ar entre Dortmund et Stuttgart[1].